# Tvång
För andra betydelser, se Tvång (olika betydelser).
| Tvång |
| --- |
| - Betydelse – genomdrivande av någons vilja genom fysisk styrka, maktställning eller hot - Funktion – utöva makt genom att åsidosätta någons fria vilja - Laglighet – olagligt utan samtycke (övergrepp); lagligt vid tydligt samtycke och motsvarande endast ringa misshandel (som i BDSM, kampsport, rollek) - Relaterade begrepp – våld, övertalning |

Tvång är att genom fysisk styrka, maktställning eller hot förmå någon till ett visst handlande. Tvång är att åsidosätta någons fria vilja genom fysisk övermakt eller genom att via hot om övermakt få någon att göra något. 
Exempel på olagliga tvångsåtgärder är utpressning, tortyr eller sexuellt övergrepp, men samtidigt har polis och militär laglig makt att utöva tvång för att kunna följa landets lag. Denna vidare betydelse av ordet tvång medför också att straffbart tvång i bland annat svensk lag beskrivs som olaga tvång. 
Tvång kan även användas som del av en lek med uppgjorda spelregler, inklusive i BDSM, kampsport eller andra rollekar.  
I vidare bemärkelse är tvång en situation där vi behöver utföra en handling på grund av ett samtyckt regelverk. Detta inkluderar tvånget att gå till arbetet för att kunna kvittera ut lön eller tvånget att köpa mat för att kunna laga middag. I sådana fall handlar tvång mer om det logiska sambandet mellan orsak och verkan. 

## Funktion

### Mål och medel
En stat kan utöva tvångsmakt, för att genomdriva lagar eller skyddsåtgärder, och inom statsapparaten sägs att polisväsendet har monopol på det våld som kan krävas för att tvinga medborgare till att lyda lagar eller ta sitt ansvar för lagöverträdelser. Även företag, organisationer och enskilda kan utöva tvång för att genomdriva avtalade åtgärder. Olaga tvång är ett lagbrott som i bland annat Sverige bestraffas med böter eller fängelse.
Tvång kan användas som en medel att tvinga ett offer att agera på ett sätt som strider mot hens egna intressen. Tvång kan inte bara innebära kroppsskada, utan även psykisk misshandel (avsett att öka hotets upplevda trovärdighet). Hot om ytterligare skada kan också leda till att den hotade motvilligt går med på och accepterar handlingen.

### I rollspel
Man kan använda tvång som del av en rollek. Det inkluderar i samband med idrott, lek och sexuella rollspel av typen BDSM. Där befinner sig de olika parterna i ett sammanhang med särskilda spelregler som är kända för deltagarna, och där tvånget ofta är en del av leken. I en idrottstävling tvingar den starkare spelaren eller det starkare laget motparten till en förlust av tävlingen eller tävlingsmomentet, i barnleken tafatt tvingas en deltagare att acceptera nederlag när hen fångas in.
Inom BDSM tvingar en person i en dominant roll en person i en undergiven roll till begränsad rörlighet, vilket leder till en sorts vanmakt. Eftersom BDSM syftar på handlingar som är samförstådda och i förväg samtyckta handlar detta inte om olaga tvång.

## Liknande begrepp
Begreppen tvång och övertalning är snarlika, men flera faktorer skiljer de två åt. Dessa inkluderar avsikten, viljan att förorsaka skada, resultatet av interaktionen och alternativen som står den hotade parten till buds.